# Break the Code
Break the Code è il primo album inglese e quinto in totale del gruppo musicale nu metal russo Slot. Il disco è stato realizzato il 23 agosto del 2011 e pubblicato dalla M2. È stato estratto il singolo del brano Alone di cui è stato prodotto anche il video.
Il brano Mirrors è presente anche nell'omonimo EP che ha anticipato l'uscita di Break the Code. Nell'EP sono presenti anche i brani My Angel e Dead Stars.

## Tracce
1. Break the Code – 3:52
2. Alone – 3:08
3. Bullet – 3:31
4. Lego – 3:27
5. Two Wars – 3:43
6. Kill Me Baby One More Time – 3:39
7. Mirrors – 3:32
8. Heaven – 3:44
9. We – 4:00
10. Vampire – 3:50
11. My Angel – 3:29
12. Dead Stars – 2:58
13. Not Yet – 4:01
14. Time to Go – 3:06
15. Tick – 4:13